# 混同層

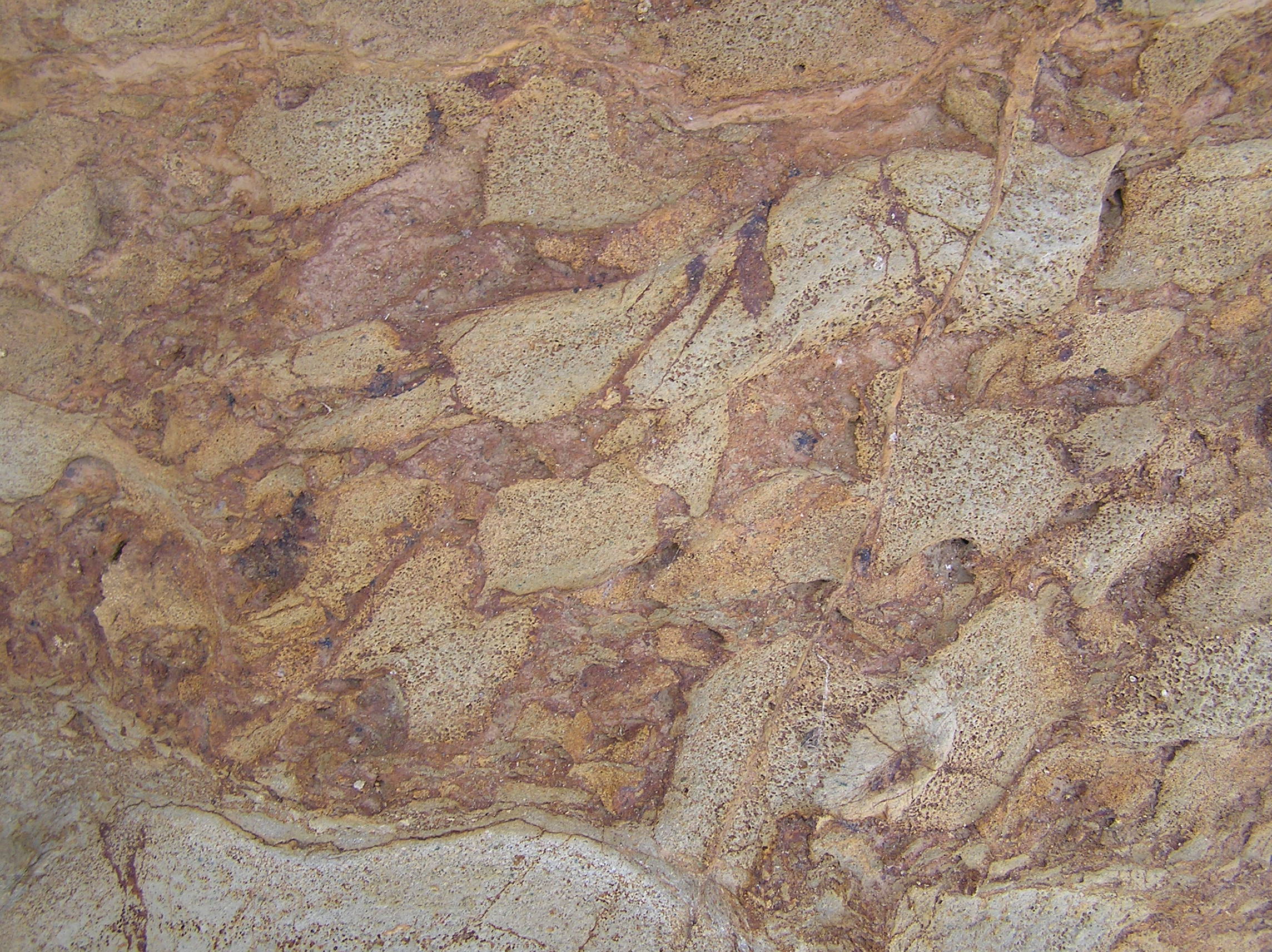
澳洲納魯馬地體的混同層

混同層（英語：Mélange），又稱混雜岩，是一种大型角砾岩，它的基質是已經變形的細粒泥岩，並包含不同尺寸及不同岩性的岩石碎片，其特征是缺乏连续的层理。混同層一般出現在造山带中的逆冲断层地區。但卻是在俯冲带上方的增生楔中形成混杂物。其底下常有蛇绿岩套。
在活动大陆边缘环境中形成的混同層，其规模較大,通常由變質的海洋地壳物质和被剪切斷層斷裂的大陆坡沉积块组成。在板块构造學説之前，這種地质混杂现象，尤其是蓝闪石片岩（低温高压变质岩）与密度流造成杂砂岩的直接接触很難用那時已知的地质机制来解释。